# قطعنامه ۱۰۰۲ شورای امنیت
قطعنامه ۱۰۰۲ شورای امنیت سازمان ملل متحد که در تاریخ ۳۰ ژوئن ۱۹۹۵ تصویب شد، سندی بین‌المللی دربارهٔ صحرای غربی است. این قطعنامه طی نشست ۳۵۵۰ام با ۱۵ رای موافق، ۰ مخالف و ۰ ممتنع تصویب شد.